# Модульна сітка
Модульна сітка – це сукупність невидимих прямих ліній що взаємоперпендикулярні між собою та формують в місцях перетину вершини можливих модулів. Об'єднання декілька модулів між собою дозволяють сформувати майбутні колонки у багатоколонкових виданнях. Модульна сітка дозволяє розміщувати елементи на макеті, забезпечувати візуальний зв'язок  між окремими блоками та надає друкованому виданню цілісності та єдності стилю.

## Історія
Сітка отримала назву модульної з російської мови. Так її назвали у 1965 році в журналі «Декоративне мистецтво СРСР», коли художній редактор Ю. Соболев розробляв за допомогою М. Жукова сітку для цього журналу.